# بییادیگو
بییادیگو (به اسپانیایی: Villadiego) یک شهرستان در اسپانیا است که در استان بورگس واقع شده‌است.

## خصوصیات
بییادیگو ۳۲۷٬۹۶ کیلومترمربع مساحت و ۱٬۶۳۷ نفر جمعیت دارد و ۸۴۰ متر بالاتر از سطح دریا واقع شده‌است.